# Ipatowo
Ipatowo (ros. Ипатово) – miasto w Rosji, w Kraju Stawropolskim, nad Kałausem, siedziba administracyjna rejonu ipatowskiego. W 2010 roku liczyło ok. 26,1 tys. mieszkańców. Ośrodek przemysłu spożywczego i odzieżowego

## Historia
Miejscowość została zołożona w 1860 roku, a w 1979 roku otrzymała prawa miejskie.